# Jógí Aditjanát
Jógí Aditjanát (* 5. června 1972 Pauri Garhwal, Uttarákhand, Indie, bengálsky যোগী আদিত্যনাথ, anglicky Yogi Adityanath, rodným jménem Adžaj Móhan Bišt) je indický politik, úřadující ministerský předseda státu Uttarpradéš.

## Život a kariéra
Jako dospívající se stal mnichem kláštera Goraknát v Gorakpúru a po smrti svého duchovního učitele roku 2014 se stal představeným (mahantem) tohoto kláštera.
V letech 1998–2017 byl (nejmladším) poslancem uttarpradéšského parlamentu (zvolen byl u věku 26 let) a poté se stal premiérem tohoto svazového státu. Na počátku 90. let se připojil k hnutí Rámova chrámu, které usilovalo o zřízení chrámu Rámy v jeho údajném rodišti v městě Ajódhja, kde však stála mešita ze 16. století. Radikální politické kroky Indické lidové strany byly v této věci úspěšné.
V dubnu roku 2002 na svátek narození Rámy (Rámanavámi) založil nacionalistickou organizaci Armáda mladých hinduistů (Hindú juvá váhiní).
Ve svém úřadu je velmi aktivní, z pozice indických nacionalistů vystupoval například ve sporu s Pákistánem a připomínal boje o oblast Kargil z roku 1999.